# Velur

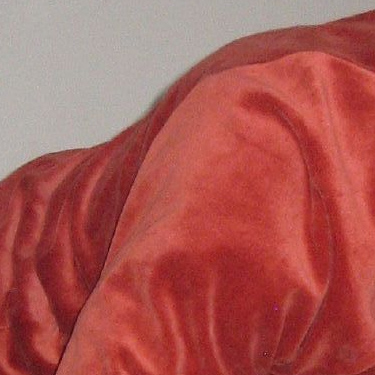
Velur

El velur (o velour) es una tela tejida de punto hecho de algodón o de fibra sintética, con aspecto de terciopelo. Combina las propiedades expansivas de tejidos como el elastano con la apariencia y la textura del terciopelo. Tiene múltiples usos en el diseño de modas. Se utiliza en prendas de baile y en disfraces por la facilidad de movimiento que otorga. Tiene un uso extendido en la fabricación de boinas y sombreros. Es popular por ser cálido, colorido e informal. Se suele utilizar como reemplazo del terciopelo.
- Datos: Q621044
- Multimedia: Velour / Q621044